# Grand lac de Ludza
Le Grand lac de Ludza  (en letton : Lielais Ludzas ezers) est un lac de Lettonie, qui est situé à la frontière est de la ville de Ludza dans la région de Latgale.

## Le plan d'eau

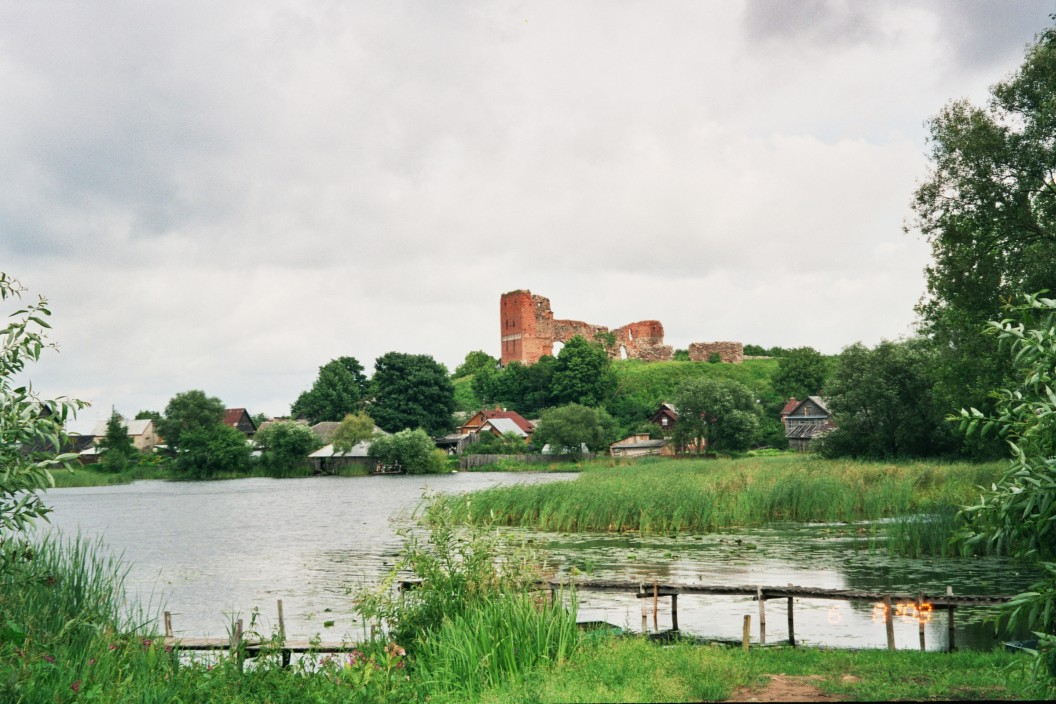
Petit lac de Ludza

Le lac est situé au bord des hautes terres de Latgale. La longueur du littoral est de 21,7 km.
Dans les années 1927-1930, la rivière Ludza a été approfondie et des écluses ont été construites, qui régulent désormais l'eau pour les besoins de la centrale hydroélectrique de Felicianova. 
Affluents - Pilda, Istalsna. Relié par des canaux au lac Diunokļa et au petit lac de Ludza.
Sur la rive du lac se trouvent l site archéologique de Kreiči appartenant à la culture de la céramique au peigne, habitée par des habitants de l'âge de pierre et du début de l'âge du bronze (milieu du IIIe siècle avant J.-C. - milieu du IIe siècle avant J.-C.) et la colline fortifiée de Ķīši.

## Les îles
Le lac comporte 4 îles d'une superficie totale de 4.8 ha dont la plus grande Jogas sala - 2,2 ha. 

## Milieu naturel
Le lit est sablonneux, boueux, les berges sont pour la plupart basses. Lac eutrophique, légèrement envahi par la végétation. Les bords sont plantés de roseaux, scirpes, potamots, carex, polygonum. Dix espèces de poissons ont été identifiées : le sandre, la carpe, le carassius, le rotengle, l'anguille, le tanche, la brème, le gardon, la perche, le brochet,. 